# Swath 25m
Der Typ Swath 25m ist ein Arbeitsschiffstyp der dänischen Bootswerft Danish Yachts.

## Geschichte
Die Schiffe des Typs wurden auf der dänischen Bootswerft Danish Yachts in Skagen für die Reederei Odfjell Wind gebaut. Sie werden von Offshore Windservice in Thyborøn betrieben.

### Brand auf derSea Gale2014
Am Morgen des 20. Mai 2014 kam es an Bord des damals unter dem Namen Sea Gale betriebenen Schiffes zu einem Feuer. Auf einer Seeposition nördlich von Helgoland brach Feuer im Maschinenraum aus. Die Sea Gale befand sich auf dem Weg zur Versorgung eines Offshore-Windparks.
Das Havariekommando Cuxhaven übernahm die Einsatzleitung. Eine Brandbekämpfungseinheit der Berufsfeuerwehr Cuxhaven wurde per Helikopter zum Havaristen geflogen und konnte den Brand erfolgreich bekämpfen. Gegen Mittag waren mehrere Rettungsschiffe vor Ort: das Mehrzweckschiff Mellum, die Fregatten Mecklenburg-Vorpommern und Hamburg sowie der Marinetanker Spessart.
Die drei Besatzungsmitglieder der Sea Gale blieben unverletzt. Die Ursache des Feuers war unklar.

## Beschreibung
Die Schiffe des Typs sind als Offshore-Versorger in SWATH-Bauweise konzipiert. Die unter der Flagge Dänemarks betriebenen Schiffe werden dafür genutzt, Arbeiter und Material zu Offshore-Windparks zu bringen.
Der Rumpf ist aus Faserverbundwerkstoffen (CFK) hergestellt. Die Schiffe sind für Hochgeschwindigkeitsfahrten auf dem offenen Meer ausgelegt. Der Rumpf kann durch Flutung von Tanks tiefer gelegt werden, was eine ruhige Arbeitsplattform bietet. Hierfür stehen insgesamt vier Tanks, zwei pro Rumpf, zur Verfügung.
Die Schiffe werden von zwei Dieselmotoren angetrieben. Gebaut wurden sie mit zwei MTU-Dieselmotoren mit jeweils 900 kW Leistung, die auf zwei Verstellpropeller wirkten. Im Jahr 2020 wurden die Antriebe umgebaut und die Schiffe mit zwei MAN-Dieselmotoren mit jeweils 1213 kW Leistung ausgerüstet, die auf zwei Hamilton-Wasserstrahlantriebe wirken. Für die Stromerzeugung stehen zwei Dieselgeneratoren zur Verfügung.
Auf dem Hauptdeck stehen für die Schiffsbesatzung vier Kabinen (drei Einzel- und eine Doppelkabine), eine Umkleide und ein Raum mit Pantry und Messe zur Verfügung. Im hinteren Bereich des Decks stehen 24 Sitzplätze für Techniker, Servicepersonal und andere Personen zur Verfügung. Im vorderen Bereich des Decks ist ein 30 m² großer, offener Bereich für den Transport von Material vorhanden. Das Deck kann mit 1,5 t/m² belastet werden, die maximale Deckslast beträgt 10 t. Im Vorschiffsbereich steht ein hydraulisch betriebener Kran zur Verfügung, der 1,47 t heben kann. Oberhalb des Hauptdecks ist im vorderen Bereich die Brücke eingerichtet.

## Schiffe
| Swath 25m   | Swath 25m | Swath 25m  | Swath 25m                                             | Swath 25m                                               |
| Bauname     | Baunummer | IMO-Nummer | Kiellegung Stapellauf Ablieferung                     | Spätere Namen und Verbleib                              |
| ----------- | --------- | ---------- | ----------------------------------------------------- | ------------------------------------------------------- |
| Fob Swath 2 | 119       | 9672923    | 16. Januar 2012 28. Oktober 2012 2. April 2013        | 2012: Sea Breeze, 2016: Fob Swath 2                     |
| Fob Swath 3 | 120       | 9672935    | 20. Oktober 2012 4. Mai 2013 30. Mai 2013             | 2013: Sea Gale, 2017: Fob Swath 3                       |
| Fob Swath 4 | 121       | 9672947    | 22. April 2013 7. September 2013 27. September 2013   | 2013: Sea Storm, 2017: Fob Swath 4                      |
| Fob Swath 5 | 122       | 9672959    | 2. September 2013 23. November 2013 16. Dezember 2013 | 2013: Sea Hurricane, 2017: Fob Swath 5                  |
| Fob Swath 6 | 124       | 9736054    | 19. August 2013 19. Juni 2014 8. September 2014       | 2014: Lina, 2016: Lina 1, 2017: Lina, 2021: Fob Swath 6 |